# 边区
边区是中華民國政府遷臺前在中国大陆设立的特殊行政区单位。自1930年代初期至1950年初退出大陆，国民政府长期设立了大量边区。
1932年，国民政府在南昌设立“赣粤闽边区剿匪总司令部”，统筹江西剿共。4月19日，国民政府任命何應欽为总司令，陳濟棠为副司令。总司令部在初期将辖区分为九路。由余漢謀、陳誠、李揚敬、蔡廷鍇、白崇禧、朱紹良、譚道源、趙觀濤、孫連仲任第一至第九路军司令，各路军司令分区负责。这是“边区”名称第一次出现在历史上。指挥江西、广东、福建以至湖南的国军，围剿中央苏区。“赣粤闽边区剿匪总司令部”于1933年8月撤销。

## 各边区
- 闽粤赣边区总司令部：1940年第四战区挺进纵队东江指挥所改为该边区。辖预备第6师。总司令香翰屏，副司令官欧阳驹。1945年9月4日，第七战区长官余汉谋为第三受降区受降主官。余汉谋派十二集团军副总司令徐景唐和闽粤赣边区司令部副司令欧阳驹为“第四战区潮汕前进指挥所”正副主任，委任徐景唐为第三受降区受降长官，负责主持汕头受降事宜。1948年2月，广东省主席宋子文和福建省主席刘建绪为统一围剿中国人民解放军闽粤赣边总队，重新设立“闽粤赣边区剿匪总司令部”，总指挥涂思宗，副总指挥兼参谋长张光前，对边总发动“十字扫荡”。1948年5月涂思宗撤职下台。
- 豫鄂皖三省邊區/豫鄂皖邊區/鄂豫皖邊區
- 湘鄂贛邊區：总指挥部总指挥李默庵、王劲修、樊松甫、霍揆章、傅正模
- 遼吉邊區
- 川湘黔滇邊區
- 晉陝綏寧四省邊區/晉陝綏寧邊區
- 贛皖邊區
- 滇西北邊區
- 陝甘寧邊區
- 晉察冀邊區
- 閩浙贛皖邊區/閩浙皖贛邊區/閩贛浙皖邊區
- 豫鄂陝邊區绥靖公署主任刘镇华（1932年）
- 湘粵贛邊區/粵贛湘邊區/湘贛粵邊區
- 鄂陝甘邊區：1938年成立鄂陕甘边区警备总司令部。[2]驻汉中。警备总司令祝绍周、1944年3月郭寄峤、1944年7月20日陳繼承。第三十六集团军副总司令文朝籍兼鄂陕甘边区副总司令。
- 湘鄂邊區/鄂湘邊區
- 陝晉豫邊區
- 陝甘邊區
- 閩粵邊區
- 蘇浙邊區
- 湘黔邊區
- 川黔湘鄂邊區/鄂湘川黔邊區/川鄂湘黔邊區/川黔鄂湘邊區/湘鄂川黔四省邊區
- 豫皖蘇邊區
- 鲁苏豫皖边区
- 蘇皖邊區
- 浙蘇皖邊區：1939年10月，根据当年6月在重庆召开的军事委员会最高幕僚会议和军委会当年5月颁发的《游击队调整计划》的精神，制定了《第三战区建立游击根据地计划》，建立了第一、第二游击区等根据地。1939年后第三战区在浙西天目山地区设立第一游击区，第十集团军第二十八军军长陶广兼任总指挥，驻于潜，该军的第62、新30师常驻游击区内；1940年5月，又增调第192师加强；在苏南苏皖边区设立第二游击区，初由第三战区司令长官顾祝同兼任总指挥，冷欣任副总指挥，后改为由第三十二集团军总司令上官云相兼任总指挥，仍以冷欣副之，第三十二集团军的第五十二、六十三师常驻游击区内，1940年4月独立第三十三旅与第五十二师换防，5月又增调第四十师，行政机构有江苏省政府江南行政公署，第二游击区副总指挥冷欣兼任江南行署主任。1940年1月军委会正式颁布《游击区总指挥部组织大纲》。1943年1月第三战区撤销了第一、二游击区总指挥部的编制，稍后又合并原第一、二游击区改设浙苏皖边区游击指挥部。[3]第二十八军军长陶广升任第二十三集团军副总司令，在歙县设立副总司令部（简称副总部），第二十八军所属第62师（师长刘勋浩）、第192师（师长王堉）驻浙西，第五十军（军长范子英，代军长田钟毅）所属第144师（师长柏良未到职）、新7师（师长田钟毅兼）驻皖南，第52师（师长刘秉哲）驻宁国河沥溪；原隶属于该两游击区总指挥部的第一挺进纵队（司令钟光仁）、第二挺进纵队（司令顾心衡）、忠义救国军（总指挥马志超）、淞沪挺进指挥部等游击部队直辖于三战区。1944年1月副总部改称浙苏皖边区挺进军总司令部，江苏省江南行署（主任李寿雍）、浙江省浙西行署（主任贺扬灵）、安徽省皖南行署（主任张宗良）均划归该边区总部领导。陶广兼任浙苏皖边区挺进军总司令，参谋长谭道平兼任党政处处长，办公厅主任刘漱石。辖28军、50军、52师、62师、132师、144师、192师、新7师、工兵16团、忠义救国军（1、2、3支队）、苏浙皖边区各省保安团等。
- 蘇皖鄂邊區
- 黔桂邊區
- 粵桂邊區
- 滇越邊區
- 滇康緬邊區：1943年中美英在加尔各答召开反攻缅甸的协商会议后，国民政府军事委员会决定设立“第十一集团军（总司令宋希濂驻大理）滇康缅边境特别游击区总指挥部”，负责滇西北高黎贡山一带对日军作战。总指挥郑坡（黄埔一期）、副总指挥董仲竾（黄埔四期)。1943年秋开驻云龙县。辖特务团、运输一团（团长谢绍晖）、运输二团、第一游击纵队（司令谢晋生，下辖三个支队在怒江西岸、片马、拖角一带）、第二游击纵队、美军医疗大队、收编的六库支队（段浩土司的福（贡）碧（江）泸（水）练（地）民众自卫支队）、德钦支队、老街独立大队等。参谋科科长刘铁轮上校。1944年7月底收复片马后，谢晋生奉命以“茶里边区军政特派员”的身份，在片马设立“茶里边区军政公署”，将片马、拖角、罗孔划为三个区，委派营级干部为各区区长，委任当地山官头人为副区长，每区划分若干乡保，任命乡保长，推行战时区、乡、保甲制度；在片马、罗孔举办了两所汉文学校，推行国民教育。[4]
- 黔桂边区防守司令部：1944年8月，长衡会战失败，驻贵州省独山县的中央陆军军官学校第四分校奉命组建黔桂边区防守司令部及都(匀)独(山)警备司令部，第四分校主任韩汉英兼任司令，韩潮任参谋长。担负两省边界的黔桂铁路、黔桂公路沿途设防。1944年11月29日在独山县城实行“焦土策略”后第四分校转进贵阳市湄潭县，黔桂边区防守司令部无形取消。[5]
- 黔桂湘邊區总司令部：抗日战争后期组建的大兵团级指挥机构。1944年5月，日军发动一号作战后，1944年11月初，日军占桂林、柳州，威胁贵州及重庆。1944年11月6日，军事委员会决定组建黔桂湘边区总司令部，汤恩伯任总司令，副总司令孙元良（兼第二十九军军长）、万建藩（兼参谋长）、张雪中。下辖第九十四军、第八十七军、第二十九军、第九十八军、第九军、第十三军、第五十七军、第九十七军共8个军、20个师的部队，准备抗击向贵州进犯的日军。1945年4月4日改编为陆军第三方面军。
- 晉陝綏邊區总司令部：抗战时期设立。总司令邓宝珊，副总司令陈长捷
- 晉陝綏寧四省邊區剿匪總指揮部/晉陝綏寧四省邊區剿共總指揮：1936年设立
- 晉察綏邊區抗日挺进军：司令由察哈尔省主席.张励生兼任
- 魯蘇皖邊區
- 豫鄂邊區：1948年设邓、内、淅、均、光五县联防清剿指挥部
- 豫皖邊區
- 豫鄂湘贛邊區
- 閩粵贛邊區
- 冀豫魯邊區
- 吉遼安邊區
- 豫皖蘇魯邊區/魯蘇皖豫邊區：
- 豫鄂皖蘇邊區
- 豫鄂川陝邊區/川陝豫鄂邊區
- 川陝鄂邊區：抗战时期驻地阆中。绥靖公署少将副参谋长傅秉勋（黄埔五期）
- 川滇黔邊區
- 川陝甘邊區
- 川滇康邊區/川康滇邊區
- 川鄂邊區：1948年9月中旬在宜昌组建川鄂边区绥靖公署，主任孙震。1949年12月21日川鄂绥署在什邡起义。
- 川康邊區：1950年，原国民党成都警备总司令部稽查处少将处长周迅予（黄埔四期、军统）在小金县别思满沟召开“反共同盟会”，成立“川康边区人民反共救国会”，川康边区反共救国军总指挥周迅予，中将副总指挥何本初，参谋长周勉之，下辖傅秉勋、何本初和周迅予3个纵队，新组建宋国太、张仲臣、杨春圃等8个总队。中统刘野樵在懋功县组成“川康反共联盟军”，自任总司令。1953年3月26日，解放军西南军区开始剿灭马良部的草地战役，至6月底战役结束，共歼1000余名。1953年4月20日阿坝地区第十四代麦桑土官华尔功成烈向四川省藏族自治区工委、人民政府交出了周迅予、何本初、毛兆兴3人。[6]
- 桂滇邊區
- 川康滇黔邊區
- 甘青藏邊區：[7]
- 川康甘青边区：1950年8月18日，奉台湾电令川康边区反共救国军改编为“川康甘青边区人民反共突击军”，第一一〇军第104师少将师长傅秉勋（黄埔五期）在黑水地区组建“川康甘青边区人民反共突击军”任副总指挥兼第二纵队司令。周迅予任总指挥。把当地各部落编为15个纵队和15个独立支队，控制了黑水地区4000余人枪，被喻为“陆上台湾”、“反攻基地”。[8]1952年4月16日，國軍在黑水的木疏空投特务、枪械，支援傅部。1952年7月20日解放军西南军区抽调7个步兵团又5个营、2个炮兵营共2.1万余人，空8师24团杜-2轰炸机5架、空9师27团拉9战斗机4架、空13师39团王捷程第三飞行大队伊尔-12运输机1架，由西南公安部队副政治委员郭林祥任黑水剿匪前线指挥部总指挥兼政委，西南公安师师长张行忠为副总指挥，川西军区参谋长唐健伯为参谋长，从东、西、北三个方向发动黑水剿匪战役。共歼3635人（其中纵队、支队长以上30人，分队长以上170人，重要首领全部落网或阵亡），缴获火炮9门、机枪41挺、各种枪3772支、子弹10余万发、电台5部以及其他军用物资。1952年9月26日傅秉勋兵败被俘后在查理寺的热木多河缀马落水自戕，被追赠为中将。[9]
- 滇桂越緬邊區
- 滇緬邊區
- 滇緬泰邊區
- 滇緬泰寮邊區
- 泰寮偏區/泰寮邊區
- 冀魯邊區
- 滇西邊區
- 滇南邊區
- 滇康黔邊區
- 豫陝邊區
- 熱遼邊區
- 滇桂黔邊區/黔桂滇邊區
- 桂越邊區
- 冀熱遼邊區
- 泰緬寮邊區
- 豫陝鄂皖邊區 (汪偽設置)
- 冀热辽边区
- 遼吉邊區
- 吉遼安邊區
- 粵湘邊區
- 閩浙贛粵邊區
- 贛粵閩湘邊區/閩粵贛湘邊區
- 川黔邊區
- 川滇邊區
- 甘寧邊區
- 甘青邊區
- 甘青新邊區：1944年在敦煌县设立“军事委员会甘青新边区专员公署”。1949年专员是西北军政长官公署少将高参金在冶。甘青新边区专员公署内有一个秘密的4人特务小组“国防部保密局甘青新边区直属小组”，特务组组长也是金在冶。
- 甘青寧邊區/甘寧青邊區
- 川康青邊區
- 滇康邊區
- 康滇邊區
- 青海南部邊區
- 滇康印邊區
- 川湘鄂邊區
- 川陝甘青邊區
- 普思邊區
- 騰龍邊區
- 閩贛邊區
- 龍漳邊區 (福建龍巖與漳州之間)
- 固海隆邊區 西吉县的前身
- 鄂湘川边区： 《鄂湘川边区剿匪总司令组织条例》
- 蘇魯豫皖區
- 贛粵閩區
- 贛浙閩皖边区 赣浙闽皖边区警备司令组织条规
- 甘新青边区：甘青新边区行政专员公署40年代管辖甘青两省境内哈萨克族机构。1943年，根据國民政府颁布的《甘青两省哈族安抚及管理暂行纲要》而设，隶属于国民政府西北行辕。将驻牧于祁连山、阿尔金山、柴达木盆地西北部(包括尕斯地区)的阿多巴依、沙拉海旦、胡思曼、哈不都尔、加南拜尔、胡赛英和阿尔通巴依部落，按军队编制，以部落大小及住地范围分设6个大队、1个独立中队，各大队分别辖3个中队，大队置大队长、副大队长、中队长各1人，独立中队置中队长、副中队长各1人。
- 衡陽警備司令部茶攸安邊區指揮所
- 川甘邊區綏靖公署：主任杨森。重庆行营参谋团关于川甘边区“歼匪”的计划大纲（1935年7月18日）
- 魯蘇邊區
- 豫東邊區
- 魯蘇皖邊區
- 粵桂南邊區
- 桂粵東邊區
- 泰緬邊區
- 中緬泰寮邊區
- 泰北邊區
- 緬北邊區
- 泰緬北邊區
- 緬甸邊區
- 冀辽热边区：1948年1月至1948年11月
- 滇桂越邊區
- 豫冀邊區
- 豫魯邊區
- 豫晉邊區
- 浙閩邊區/閩浙邊區
- 閩浙贛邊區/浙閩贛邊區
- 蘇浙閩贛邊區
- 粵贛邊區
- 鄂贛邊區
- 湘贛邊區
- 滇川邊區
- 雲貴邊區
- 雲桂邊區
- 滇緬寮邊區
- 滇緬越寮邊區
- 滇緬寮印棉邊區
- 滇緬泰越馬邊區
- 滇緬泰寮星馬越棉印藏邊區
- 滇緬泰寮星馬印越邊區
- 滇緬泰寮越棉邊區
- 泰緬寮棉邊區
- 滇印緬泰邊區
- 中緬泰寮越邊區
- 中緬泰邊區/中泰緬邊區
- 緬越邊區
- 藏印邊區
- 蒙藏邊區
- 瀾滄邊區
- 卡瓦邊區
- 茶裡邊區
- 豫鄂陝邊區主任公署
- 閩浙贛皖邊區主任公署
- 黔桂湘邊區總司令部
- 魯蘇皖邊區總司令部
- 鄂陝甘邊區總司令部
- 湘鄂贛邊區總司令部
- 滇越邊區總司令部
- 冀熱遼邊區司令部
- 川鄂邊區綏靖公署
- 川鄂湘邊區绥靖公署
- 滇越緬邊區綏靖司令部
- 鄂湘川黔邊區綏靖主任公署
- 閩粵邊區剿匪總部／總指揮部
- 閩粵邊區人民反共突擊軍
- 魯蘇豫皖邊區總部
- 黔桂湘邊區兵站總監部
- 桂粵邊區突擊縱隊
- 粵桂邊區人民反共突擊軍／人民反共自衛突擊軍
- 豫皖邊區特技組
- 蘇魯豫皖邊區反共救國軍
- 湘粵贛邊區人民救國自衛軍
- 川湘鄂邊區綏靖公署
- 川陝甘邊區綏靖公署
- 滇康邊區主任公署
- 蘇浙皖邊區保安縱隊司令部
- 鄂陝甘邊區總司令部
- 閩粵贛邊區總司令部